# Essaka Ekwalla Essaka
Essaka Ekwalla Essaka Claude Gaston, né en le 6 janvier 1941 à  Douala et mort le 25 septembre 2013 à Douala, est le roi du Canton Deïdo à Douala au Cameroun de 1977 à sa mort.

## Biographie

### Débuts
Essaka Ekwalla Essaka est né en 1941 à Douala. Il est le troisième d´une fratrie de dix enfants. Il est le fils du roi Frédéric Henri Eïtel Ekuala Esaka Ekuala Deido, roi de Deïdo de 1937 à 1977 et de Njanjo Rhodes.  
Il fait ses études secondaires au Lycée Leclerc de Yaoundé, et à Abidjan en Côte d’Ivoire, où il obtient son baccalauréat. Il quitte le Cameroun pour la France où il suit des études supérieures en gestion. Il retourne au Cameroun en 1976. 

### Règne
Essaka Ekwalla Essaka est intronisé Roi de Deïdo en 1977 à la suite du décès de son père. Il est le 8e roi de la Chefferie Supérieure du Canto de Deïdo. Il est surnommé «De Gaulle», du fait de sa forte personnalité.
En 1968, il épouse Ekedi Bwemba Maryse, une princesse de Bonajinje avec qui il a cinq enfants. 
Il règne de 1977 jusqu'à sa mort le 25 septembre 2013 soit 36 ans. Il a le deuxième plus long règne à Deido, à égalité avec celui de Eyum Ebele (1840-1876) , soit 2 ans de moins que son père à qui il a succède et qui avait regné 38 ans (1939-1977).
Il est président du Ngondo et vice-président des chefs traditionnels du Cameroun. Il prend la tête du Ngondo en 2012 et n'assura présidence de la fête traditionnelle Sawa que pour une seule année.

## Décès
Il décède le 25 septembre 2013 à l’hôpital Général de Douala après près d’une année de maladie. Il est d'abord interné au pavillon Samuel Kondo de l’Hôpital Laquintinie, puis évacué en Europe pour y recevoir des soins de santé. Il retourne au Cameroun quelques mois plus tard où il décède le 25 septembre 2023 à l'âge de 72 ans.
Essaka Ekwala Essake est père de 8 enfants dont 3 garçons et 5 filles.  

## Hommage
Le Chef de l'Etat Paul Biya adresse à sa famille une lettre officielle de condoléance et dépêche une délégation officielle pour ses obsèques avec à sa tête le Ministre de l'administration territoriale René Sadi.
En 2023, une grande cérémonie d'hommage intitulée Célébration des 10 ans de commémoration du grand voyage de sa Majesté Essaka Ekwalla Essaka est organisée en sa mémoire 2023. La célébration se déroule pendant 8 jours, du  23 au 30 septembre 2023 et est cloturé par une grand concert.